# Det skaldede spøgelse
Det skaldede spøgelse er en dansk film fra 1992.
- Manuskript Bent Rasmussen efter sin egen roman Jasper, Hankatten og det skaldede genfærd.
- Instruktion Brita Wielopolska.

## Medvirkende
Blandt de medvirkende – udover en masse børn – kan nævnes:
- Benjamin Rothenborg Vibe − Jasper
- Ove Sprogøe − Aron
- Søren Østergaard − Far
- Jannie Faurschou − Mor
- Peter Larsen − Lærer Sigumhøj
- Stig Hoffmeyer − Præst
- Kirsten Lehfeldt − Præstens kone
- Mille Hoffmeyer Lehfeldt − Penelope
- Helle Fagralid − Beatrice
- Birgit Sadolin − Museumsdame
- Jytte Pilloni − Oda

## Eksterne links
- Det skaldede spøgelse på Internet Movie Database (engelsk)
- Det skaldede spøgelse på Filmdatabasen
- Det skaldede spøgelse på danskefilm.dk
- Det skaldede spøgelse på danskfilmogtv.dk
- Det skaldede spøgelse på Scope
- Det skaldede spøgelse i Svensk Filmdatabas (svensk)
- Det skaldede spøgelse på MovieMeter (nederlandsk)
- Det skaldede spøgelse på The Movie Database (engelsk)
- Det skaldede spøgelse på Filmaffinity (engelsk)